# 2559 Svoboda
2559 Svoboda је астероид главног астероидног појаса са пречником од приближно 25,53 .
Афел астероида је на удаљености од 3,211 астрономских јединица (АЈ) од Сунца, а перихел на 2,363 АЈ.
Ексцентрицитет орбите износи 0,152, инклинација (нагиб) орбите у односу на раван еклиптике 8,887 степени, а орбитални период износи 1700,028 дана (4,654 године).
Апсолутна магнитуда астероида је 12,40 а геометријски албедо 0,029.
Астероид је откривен 23. октобра 1981. године.